# Carlos Valor
Carlos Andres Valor Dominguez (ur. 11 czerwca 1996) – kolumbijski zapaśnik walczący w stylu klasycznym. Brązowy medalista igrzysk boliwaryjskich w 2017. Piąty na mistrzostwach panamerykańskich w 2017. Mistrz Ameryki Południowej w 2016. Mistrz panamerykański juniorów w 2013, a trzeci w 2012 roku.